# Orthocis platensis
Orthocis platensis is een keversoort uit de familie houtzwamkevers (Ciidae). De wetenschappelijke naam van de soort werd in 1922 gepubliceerd door Juan Brèthes.